# Comuna de Zelów
Zelów (polaco: Gmina Zelów) é uma gminy (comuna) na Polónia, na voivodia de Lodz e no condado de Bełchatowski. A sede do condado é a cidade de Zelów.
De acordo com os censos de 2004, a comuna tem 15 315 habitantes, com uma densidade 91 hab/km².

## Área
Estende-se por uma área de 168,21 km², incluindo:
- área agricola: 68%
- área florestal: 25%

## Demografia
Dados de 30 de Junho 2004:
|                      | Total   | Total | Mulheres | Mulheres | Homens  | Homens |
| -------------------- | ------- | ----- | -------- | -------- | ------- | ------ |
|                      | pessoas | %     | pessoas  | %        | pessoas | %      |
| População            | 15 315  | 100   | 7842     | 51,2     | 7473    | 48,8   |
| Densidade (pop./km²) | 91      | 100   | 46,6     | 46,6     | 44,4    | 44,4   |

De acordo com dados de 2002, o rendimento médio per capita ascendia a 1395,94 zł.

## Subdivisões
- Bocianicha, Bujny Księże, Bujny Szlacheckie, Chajczyny, Dąbrowa, Grabostów, Grębociny, Ignaców, Jamborek, Janów, Jawor, Karczmy, Kociszew, Kolonia Kociszew, Kurówek, Łęki, Łobudzice, Łobudzice-Kolonia, Mauryców, Ostoja, Pawłowa, Pożdżenice, Pożdżenice-Kolonia, Pszczółki, Pukawica, Sobki, Sromutka, Walewice, Wola Pszczółecka, Wygiełzów, Wypychów, Zabłoty, Zagłówki, Zalesie, Zelówek.

## Comunas vizinhas
- Bełchatów, Buczek, Dłutów, Drużbice, Kluki, Łask, Sędziejowice, Szczerców, Widawa